# La ronda de nit
La ronda de nit o La ronda nocturna (en neerlandès: De Nachtwacht) és una de les obres mestres més famoses del pintor neerlandès Rembrandt pintada entre el 1640 i el 1642. El quadre és un dels més representatius de l’obra pictòrica de Rembrandt per les novetats compositives i tècniques que exhibeix. Aquesta és una de les joies de l'exposició permanent del Rijksmuseum d'Amsterdam, pinacoteca especialitzada en Pintura barroca als Països Baixos. L’obra és una de les fites fonamentals de la història de l’art.

## Títol de l'obra
Tot i que el títol de l'obra com a La ronda de nit està històricament consolidat, el seu nom original era La companyia militar del capità Frans Banning Cocq i el tinent Willen van Ruytenburg. Aquest, que segurament va ser el seu títol original, fou descobert gràcies a la inscripció trobada en un esborrany preparatori:
El quadre va ser anomenat al segle xix Patrouille de Nuit per la crítica francesa i Night Watch per Sir Joshua Reynolds, d'aquí el nom pel qual se'l coneix popularment. L'origen d'aquest títol sorgeix d'una equivocació d'interpretació a causa del fet que, en aquella època, el quadre estava tan deteriorat i enfosquit per l'oxidació del vernís i la brutícia acumulada, que les seves figures eren quasi indistingibles, i semblava una escena nocturna. Després de la restauració del 1947 es va eliminar el vernís enfosquit i es va descobrir que el títol no s'ajustava a la realitat, ja que l'acció no es desenvolupava de nit sinó de dia, a l'interior d'un portaló en penombra al qual arriba un potent raig de llum que il·lumina intensament els personatges que intervenen en la composició.

## Representació
L'obra va ser encarregada per la Corporació d'Arcabussers d'Àmsterdam per decorar el Gran Saló (Grotte Zaal) de la seu de la milícia (Kloveniersdoelen). Per aquest motiu, Rembrandt va utilitzar un llenç d'enormes dimensions.
A l'obra apareix la milícia del capità Frans Banninck Cocq en el moment en què dona l'ordre de marxar a l'alferes Willem van Ruytenburch. Darrera apareixen 18 membres integrants de la Companyia, que van pagar al pintor per aparèixer al quadre (una mitjana de 100 florins, una suma força important per a l'època). Els oficials, probablement, van pagar una quantitat més alta, pel lloc privilegiat que ocupen al quadre. En total, Rembrandt va cobrar 1.600 florins per aquest quadre.
La companyia d'Arcabussers és una institució municipal, per la qual cosa l'obra és propietat de l'Ajuntament d’Amsterdam, qui la cedeix al Rijksmuseum en préstec d'ús sense cobrar cap mena de contraprestació.
El pintor va poder captar els personatges tal com els va observar, en nombroses ocasions, en el moment en què la companyia es preparava per formar i sortien, de forma ordenada, a recórrer la ciutat com a vigilants de l'ordre. També va plasmar tres nens corrents i un gos, per animar l'escena.
L'encàrrec hauria d'haver estat finalitzat per a la inauguració de la nova seu de la companyia. Però va ser part de la commemoració de l'arribada a Amsterdam de la reina mare Maria de Mèdici, vídua d'Enric IV rei de França, l'any 1638. La reina havia estat exiliada per ordre del seu fill, Lluis XIII i del Cardenal Richelieu. Aquesta visita reial va ser celebrada per les autoritats de la capital holandesa amb gran cerimònia. La crítica majoritària considera que el quadre representa la sortida de la Companyia vestida de gala per anar a cobrir la visita de la reina.
Molts membres de la milícia els va decebre el resultat i, en conseqüència, van demorar el pagament perquè la seva presència no era prou definida. La crítica de l'època no en va prestar atenció, al quadre, tot i la seva qualitat, i aquest va passar desapercebut.
L'obra s'enquadra dins l'època denominada "Edat d'Or neerlandesa" on la representació de quadres col·lectius va ser molt important i de la qual, aquesta obra, n'és part fonamental. Autors com Frans Hals es van dedicar, pràcticament en exclusiva, a aquest tipus de retrats, realitzats per encàrrec.

### Personatges principals
La figura de Frans Banning Cocq (1605-1655), el capità de la Companyia i burgmestre de la ciutat, vertebra els eixos del quadre. És la figura principal i amb la mà esquerre dona l'ordre d'avançar al seu lloctinent i indirectament l'allarga als espectadors, com convidant-los a integrar-se en l’escena. Tot i que el pintor evita un ordre jeràrquic en la distribució dels membres de la milícia, Rembrandt li atorga la posició predominant que li correspon pel seu càrrec.
El protagonisme de l’escena el comparteix amb el tinent Willem van Ruytenburch o van Ruytenburgh (1600-1657), lleugerament endarrerit. És el tinent de la companyia i qui rep l'ordre de preparar-la per a la formar i iniciar la ronda de vigilància. Ruytenburgh era de poca talla i, perquè no quedés petit al costat del gegantí capità Cocq, Rembrandt el destaca vestint-lo amb una tonalitat groga que queda il·luminada per un raig de llum.

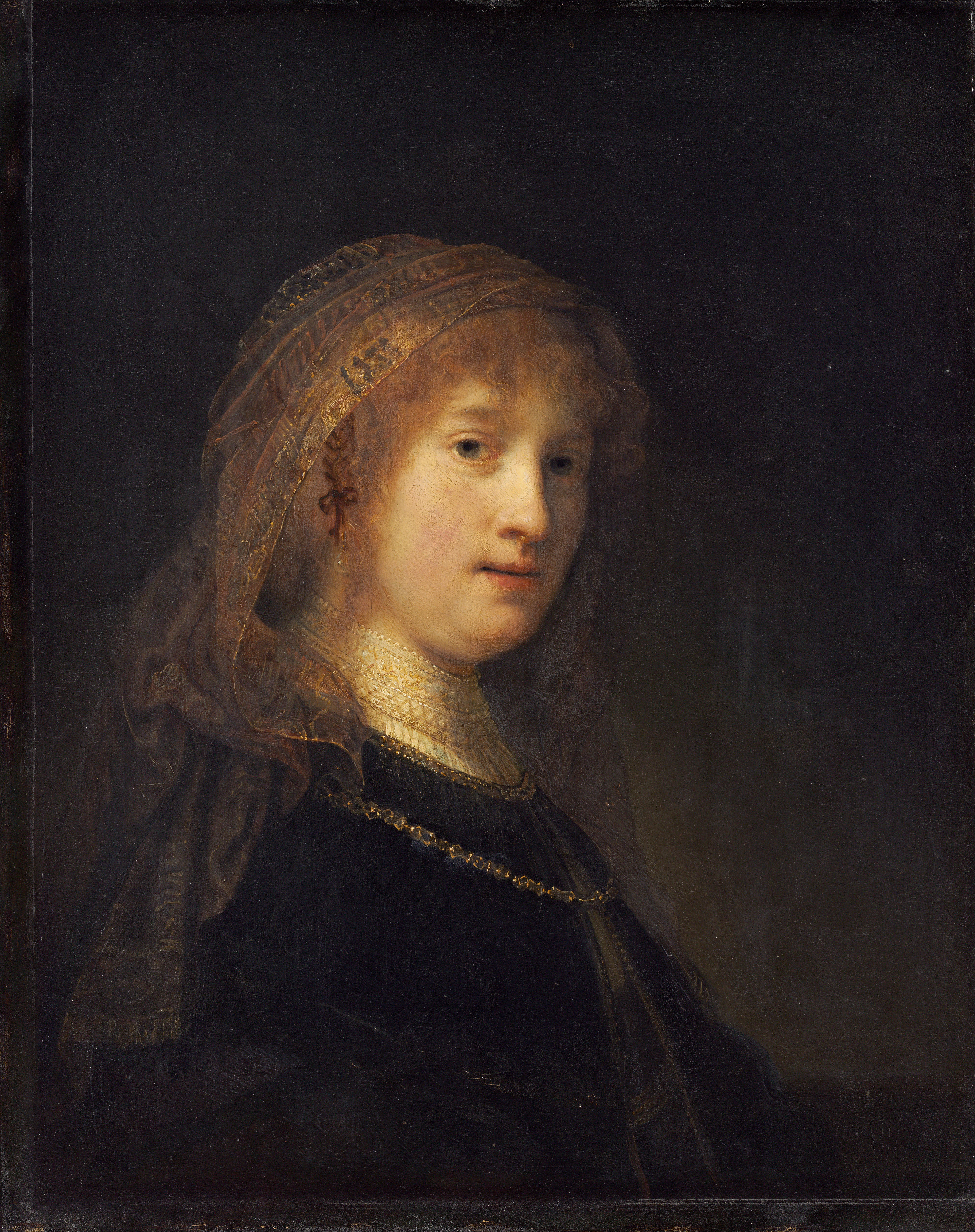
Retrat de Rembrant de Saskia van Uylenburgh (vers 1635)

Finalment cal destacar la presència d’una nena. És una figura gairebé aliena a l’escena, però que ocupa un espai central. S'apareix d’entre la foscor, erigida en una presència espectral que no es relaciona amb cap dels personatges. A causa d'aquesta presència tan poc comuna, molts crítics veuen en la noia un retrat de Saskia van Uylenburgh (1612-1642), la primera muller del pintor, que va morir prematurament l'any en què es va pintar la tela, possiblement per la malaltia infecciosa de la tuberculosi. Saskia va ser una model habitual en molts dels retrats de l'autor. Porta un vestit groc llimona i de la cintur li penja un gall blanc amb pinzellades blaves —emblema de la companyia— que Rembrandt va representar d'aquesta manera única, que substitueix el blasó habitual en aquest tipus de retrat col·lectiu.

### Personatges secundaris
Els quinze membres restants de la milícia cívica (d'esquerra a dreta) són: Reinier Engelen, Jan Pietersen Bronchorst, Elbert Willemsen, Herman Jacobsen Wormskerck, Jan van der Heede, Jan Visscher Cornelissen, Claes van Cruijsbergen, Jan Ockersen, Jan Andriaensen Keijser, Walich Schellingwou, Jan Claesen Leijdeckers, Barent Harmansen Bolhamer, Rombout Kemp, Paulus Schoonhoven i Jacob Jorisz.

## Estructura
Rembrandt es va allunyar d'allò convencional i va voler evitar una escena estàtica i formal. En canvi, en va genera una de dinàmica, més del gust del barroc de l'època. L'escena mostra uns soldats delerosos per comprometre's en una ronda de vigilància. Aquest ordenament de l'escena és completament original i constitueix una nova manera de concebre el retrat col·lectiu. Rembrandt fuig, doncs, de l’estatisme característic dels retrats en grup per solucionar l’obra en forma de captura fotogràfica, com si es tractés d'una instantània d’acció. Aquest estil novedós va causar contrarietat a alguns membres de la milícia, ja que, per la seva ubicació al fons de l'escena, estan poc definits. A diferència d'altres quadres d'aquest tema, on a disposició de les figures segueix un ordre jeràrquic precís, el pintor va establir la col·locació dels personatges basant-se només en raons plàstiques. Els cànons rígids dels retrats corporatius només traduïen rutina i convencionalisme i, per tant, feien impossible l'expressió personal i dramàtica que l'autor volia transmetre.
No obstant això, la composició només aparentment és desordenada; en realitat, és construïda d'una forma racional:
- L'eix horitzontal amb tots els personatges serveix de suport a les dues figures principals que hi ha en primer pla. Els quatre personatges amb vestits de colors llampants dominen el grup central, que és cap on s'encamina la mirada de l'espectador del llenç.
- L'eix vertical ve determinat per la posició del capità amb el seu vestit negre, secundat per la figura annexa del tinent, aquest de groc clar. Aquesta dues figures fan que l'escena quedi centrada, girant al seu voltant la resta de components.
- Finalment, les diagonals que formen la llança llarga i l'asta de la bandera es creuen al centre brillant de l'escena, aquest fet emmarca els tres grups de persones amb una línia imaginària, mentre els dos comandaments de la companyia són en la posició preponderant de l'escena.

La sensació d'espai és dona a diferents nivells: la de la penombra del portal, la del carrer radiant de llum i la de l'observador. Aquesta composició s'assembla a altres jocs típics del barroc com Las Meninas de Velázquez o el El jardí de l'amor de Rubens.

## Color i llum
El dibuix amb prou feines està esbossat i són poc nítids els contorns de les figures degut a la importància del color i la llum. Influït per Caravaggio, Rembrandt usa el tenebrisme i el clarobscur, crea forts contrastos entre la penombra i la llum. La llum prové de l'esquerra, segons la direcció de les ombres projectades. Aquesta llum, malgrat la seva concepció realista, no actua uniformement, sinó que il·lumina i destaca a uns personatges i en relega uns altres a l'ombra. En destaca Cocq i Van Ruytenburg per la seva situació central en la composició i per la llum que incideix i els ressalta poderosament la franja vermella del capità i l’uniforme groc del tinent, mentre que els elements laterals es resolen amb una gamma de tons vermellosos, ataronjats, marrons i grisos. A vegades sembla que la llum neix de l'interior de les figures, com en el cas de la nena que corre. La il·luminació és, doncs, la gran protagonista d'aquest quadre, perquè recrea una atmosfera màgica de penombres daurades, ombres envoltants i llums encegadors.
El color està aplicat amb pinzellades espontànies. El cromatisme del llenç es desenvolupa en tons càlids de terres i ocres, amb les excepcions de la banda vermella del capità; del soldat vestit de vermell i amb arcabús; del blanc ocre de la noia, darrere, i de l'uniforme del lloctinent. Empra tonalitats oposades per generar contrastos com l'uniforme de les dues figures centrals, un de clar i l'altre fosc, o bé el vestit negre rigorós del capità contra la peça de tela blanca emmidonada del coll (gola), o fins i tot el contrast del to daurat de la penombra vers les cares il·luminades.

## Ubicació

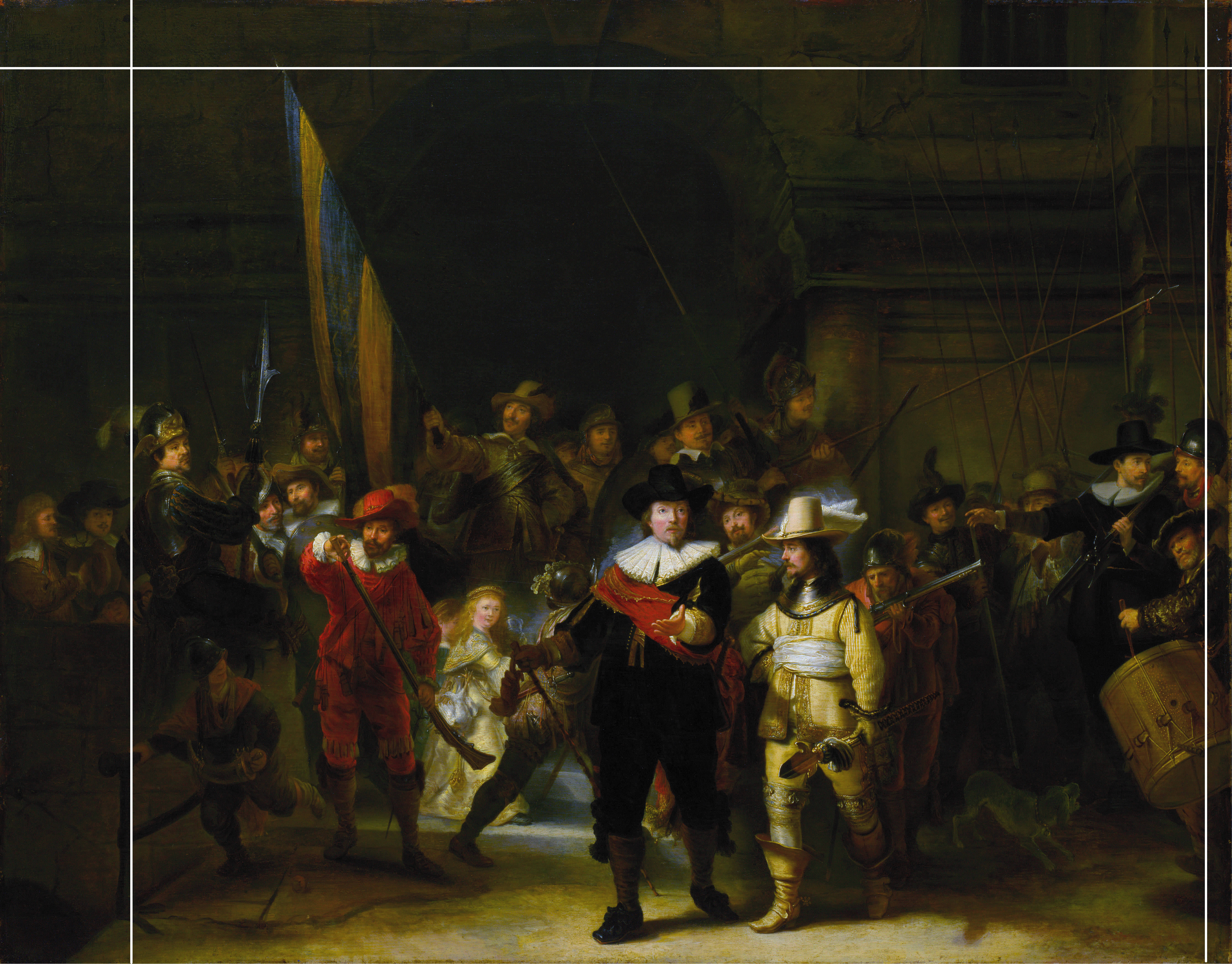
Còpia de La ronda de nit anterior a la mutilació del llenç el 1715 amb les seves dimensions originals.

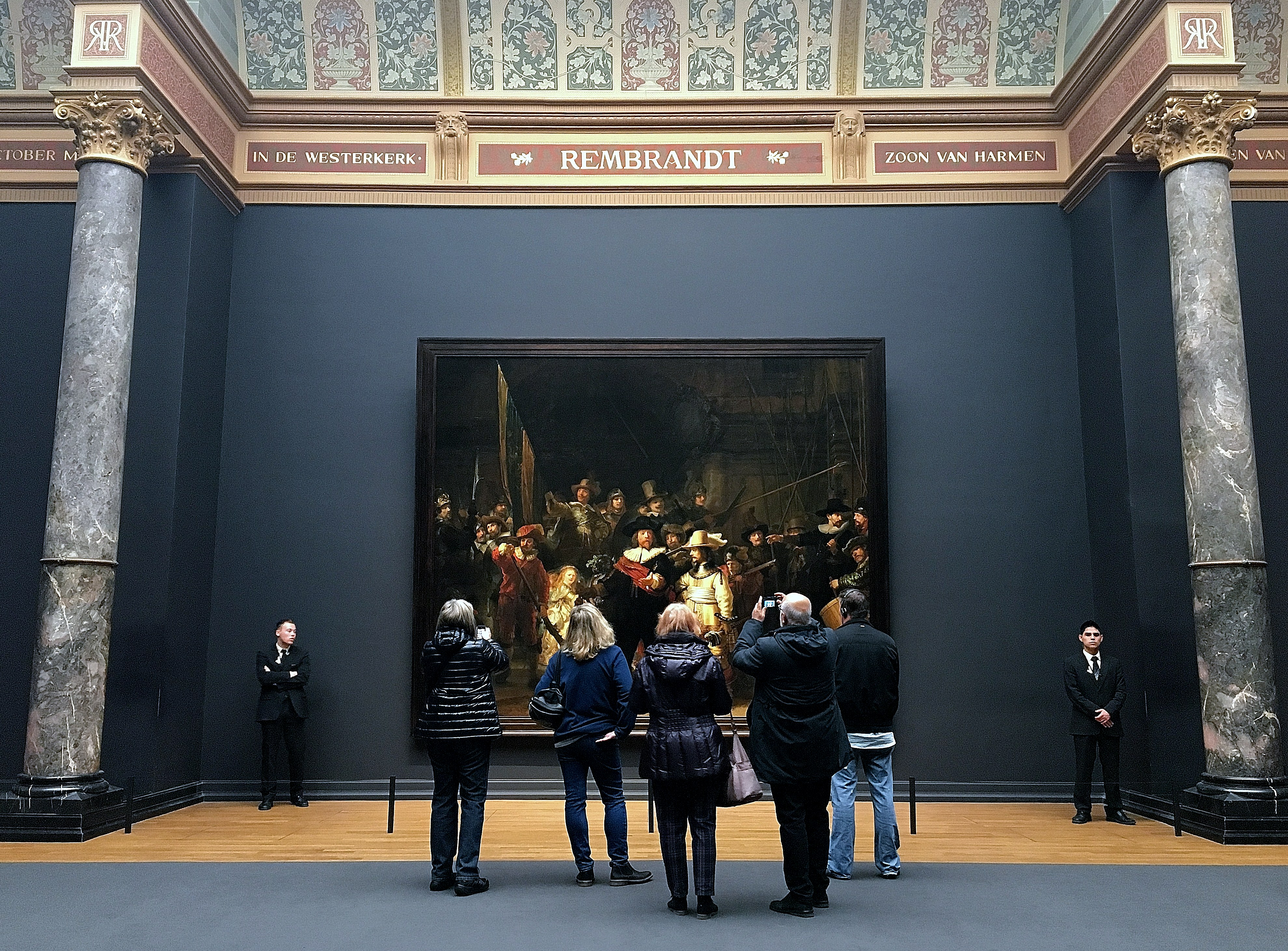
Actual ubicació del quadre al Rijksmuseum.

L'emplaçament original per al qual va ser pensat el llenç va ser el Groote Zaal, Gran Saló, del Kloveniersdoelen, seu municipal de la Companyia de arcabussers de la capital holandesa. Aquest edifici va ser destruït i reemplaçat a meitat del segle XIX per l'actual hotel Doelen. L'any 1715, La ronda de nit es va traslladar a l'Ajuntament d'Amsterdam a la plaça Dam. Degut a les seves grans dimensions van ser mutilat en aquesta època quan li van tallar una franja en el lateral esquerre i en el superior, eliminant a tres dels personatges de l'escena. Coneixem el seu aspecte originari a causa de diferents còpies anteriors a 1715, entre les quals destaca una rèplica de Gerrit Lundens conservada a la National Gallery de Londres.
Quan les tropes napoleòniques van ocupar els Països Baixos i Napoleó va entronitzar al seu germà Lluís com a rei d'Holanda el 1806, l'Ajuntament es va convertir en el palau Reial (encara manté aquesta funció reial) i els magistrats municipals van traslladar el quadre a la mansió de Trippenhuis, la casa de la família Trip. Però Napoleó va ordenar la seva tornada immediata a palau i s'hi va mantenir fins a la caiguda de l'Imperi Napoleònic. Després La ronda de nit va tornar a la Trippenhuis ara ja convertida en el Rijksmuseum o Galeria Nacional d'Art dels Països Baixos. L'any 1885 van finalitzar les obres de l'actual edifici del Rijksmuseum i el quadre es va traslladar a la seva ubicació actual.
Durant la Segona Guerra Mundial, per a salvar el patrimoni artístic, els fons més importants del Rijksmuseum van ser dipositats en diferents búnquers denominats Refugis Nacionals construïts en les dunes de Heemskerk i Zandvoort. El 1942 aquests quadre i altres es van tornar a traslladar, aquest cop a refugis a Steenwijkerland i Maastricht. El quadre va estar ocult durant cinc anys. El seu darrer emplaçament va ser un búnquer a la capital del Limburg on va ser separada del marc i enrotllada en un cilindre. El 25 de juny de 1945, La ronda de nit va tornar a Amsterdam i va ser restaurada en el taller del Rijksmuseum.

## La ronda de niten el Barroc
La ronda de nit és un dels quadres més representatius de l'obra pictòrica de Rembrandt per les novetats compositives i tècniques que hi desenvolupa. És l'aportació del geni holandès a la pintura barroca. No és l'únic retrat col·lectiu que va realitzar Rembrandt, i encara que rellevants, l'autor va preferir els retrats unipersonals i de petites dimensions (entre ells els seus autoretrats).
|  |  |

El barroc segle XVII va ser una època de grans quadres amb nombrosos personatges. Altres grans genis de la pintura ho foren Peter Paul Rubens o Frans Hals que van realitzar grans teles amb retrats col·lectius. Rubens va preferir la temàtica mitològica o religiosa carregada amb multitud d'elements. En canvi, Hals es va dedicar als tradicionals retrats corporatius a la ciutat de Haarlem amb escenes de gran riquesa psicològica en la seva execució. D'altra banda, des d'una òptica diferent, Diego de Velázquez va compondre també teles monumentals amb una tècnica similar i una distribució d'elements per a centrar l'atenció al centre del llenç. Amb tot, la temàtica és diferent ja que mentre Velázquez va realitzar escenes històriques al servei de la cort espanyola de l'antic règim, els pintors holandesos són pagats per una burgesia que, després de la Guerra dels Vuitanta anys, s'havia convertit per primera vegada a la Història en la classe dominant. Als seus interessos serveix un Estat de dimensions nacionals.